# Molotra
Molotra là một chi nhện trong họ Oonopidae.